# Carreau minier du Samson
Le carreau minier du Samson est un monument historique situé à Sainte-Croix-aux-Mines, dans le département français du Haut-Rhin.

## Localisation
La mine est située dans le vallon de Saint-Pierremont à Sainte-Croix-aux-Mines, qui est considéré comme étant le filon argentifère le plus riche de France.

## Historique
Cette importante mine d’argent et de cuivre est exploitée à partir du XVIe siècle au profit du duc de Lorraine. D’après la datation dendrochronologique des boisages, l’exploitation aurait pu débuter dès les années 1530, même si le gros des travaux date d’une période comprise en 1542 et 1610. Le site est redécouvert en 1985 grâce à l’étude des archives et à des prospections géophysiques. Les fouilles débutent immédiatement et confirment son grand intérêt, l’amenant à être inscrit au titre des monuments historiques en 1989. La fouille des installations de surface s’achève en 1995 et la fouille des installations souterraines débute peu après,.

## Installations
Le site comprend des installations pour pouvoir assurer sur place l’intégralité de la chaîne d’extraction et de traitement du minerai. L’ensemble du site s’étend sur 1 500 m2 en surface.
L’accès à la partie souterraine de la mine s’effectue par un couloir boisé de 29,50 m de long. Le couloir s’achève par un porche ouvrant sur un travers-banc de 200 m suivant une faille. Lorsque les mineurs ont rencontré des failles sécantes, ils ont ouvert des galeries perpendiculaires de part et d’autre du travers-banc ; un tel carrefour se trouve quarante mètres après le début du travers-banc, la galerie de gauche se prolongeant sur trente mètres de long.

## Vestiges archéologiques
Le site a livré un important mobilier, notamment des centaines de boisages, dont l’étude permet non seulement de dater les installations par dendrochronologie, mais aussi d’améliorer la connaissance du climat de cette époque dans la région. Les galeries ont également livré de nombreuses informations sur le système de roulage utilisé dans les mines, ainsi que des centaines d’outils et d’objets vestimentaires.